# Festuca trabutii
Festuca trabutii är en gräsart som beskrevs av Evgenii Borisovich Alexeev. Festuca trabutii ingår i släktet svinglar, och familjen gräs.
Artens utbredningsområde är Algeriet. Inga underarter finns listade i Catalogue of Life.